# Barbershop 2: Back in Business
Um Salão do Barulho 2: Barbeiragem Total (Barbershop 2: Back in Business, em Portugal A Barbearia 2 – De Volta ao Negócio) é um filme de comédia estadunidense de 2004, dirigido por Kevin Rodney Sullivan. O longa-metragem dá sequência a Barbershop (2002) e constitui o segundo título da franquia.

## Sinopse
No bairro South Side, em Chicago, Calvin Palmer (Ice Cube) luta para manter aberta a barbearia fundada pelo pai, em 1958. A chegada da Cabelo Crespo, barbearia franquiada e tecnologicamente moderna, ameaça a clientela e a tradição do negócio familiar.

## Elenco
| Personagem        | Intérprete             |
| ----------------- | ---------------------- |
| Calvin Palmer Jr. | Ice Cube               |
| Eddie             | Cedric the Entertainer |
| Jimmy James       | Sean Patrick Thomas    |
| Terri Jones       | Eve                    |
| Isaac Rosenberg   | Troy Garity            |
| Ricky Nash        | Michael Ealy           |
| Dinka             | Leonard Earl Howze     |
| Kenard            | Kenan Thompson         |
| Gina              | Queen Latifah          |
| Quentin Leroux    | Harry Lennix           |
| Vereador Brown    | Robert Wisdom          |
| Sobrinha de Gina  | Keke Palmer            |

## Trilha sonora
A trilha sonora, lançada em 2004 pela Universal Records, reúne nomes como Mary J. Blige, OutKast, Mýa, Clipse e outros.
| N.º | Título                                      | Produtor(es)                 | Duração |  |
| 1.  | "Not Today – Mary J. Blige feat. Eve"       | Dr. Dre                      | 3:45    |  |
| 2.  | "I Can't Wait – Sleepy Brown feat. OutKast" | Organized Noize              | 4:34    |  |
| 3.  | "Fallen (Zone 4 Remix) – Mýa feat. Chingy"  | Polow da Don                 | 3:17    |  |
| 4.  | "Pussy – Clipse"                            | The Neptunes                 | 3:47    |  |
| 5.  | "Never – Keyshia Cole feat. Eve"            | E-Poppi; Ron Fair            | 4:04    |  |
| 6.  | "Unconditionally – G-Unit"                  | Megahertz                    | 3:40    |  |
| 7.  | "All – Olivia"                              | Lil Jon                      | 3:25    |  |
| 8.  | "Things Come and Go – Mýa feat. Sean Paul"  | Knobody; Mýa; Ron Fair       | 3:58    |  |
| 9.  | "Wanna B Where U R – Floetry feat. Mos Def" | Limitless; Keshon            | 4:01    |  |
| 10. | "Barbershop – D12"                          | Mr. Porter                   | 4:21    |  |
| 11. | "One of Ours – Mobb Deep"                   | Havoc                        | 3:16    |  |
| 12. | "Private Party – Olivia"                    | Soul Diggaz; King Klay (co.) | 3:02    |  |

## Sequência
Em 26 de março de 2014, o site Deadline noticiou que a MGM iniciara negociações com Ice Cube para produzir um terceiro filme.  
Em 19 de março de 2015, foi confirmado o retorno de Cedric the Entertainer e Queen Latifah, além da inclusão de Nicki Minaj. Malcolm D. Lee assumiu a direção e a New Line Cinema ficou responsável pela distribuição. Barbershop: The Next Cut estreou em 15 de abril de 2016.l